# علی‌اصغر زند وکیلی
علی‌اصغر زند وکیلی (۲۰ شهریور ۱۳۲۰ – ۸ اردیبهشت ۱۳۷۱) که با نام هنری زند وکیل شناخته می‌شد، نوازنده و خوانندهٔ موسیقی ایرانی بود.

## زندگی هنری
علی‌اصغر زند وکیلی در بیستم شهریور ۱۳۲۰ در محلهٔ ازگل شمیران تهران در خانواده‌ای اهل موسیقی متولد شد. پدر و برادر بزرگتر وی که خود اهل موسیقی بودند او را مورد تشویق قرار می‌دادند تا به موسیقی روی آورد و از صدای خدادادی خود بهره گیرد و به محفل دوستانه و شاعرانه‌ای که در منزل بیشتر وقت‌ها توسط ادبا، عرفا و شاعران و موسیقی‌دانان تشکیل می‌شد گرمی بخشد.
آشنایی با سیروس لطیفی که از شاگردان ممتاز نورعلی خان برومند بود وی را تشویق به پیگیری جدی در زمینه موسیقی نمود تا ترانه‌های قدیمی و ردیف‌های موسیقی ایرانی را به خوبی بیاموزد.
وی از محضر هنرمندان موسیقی از جمله احمد عبادی، ادیب خوانساری، سلیمان امیر قاسمی و سعید هرمزی بهره برد.
زند وکیل می‌گوید: «به دلیل آشنایی با استادان احمد عبادی، سلیمان امیرقاسمی، ادیب خوانساری و سیروس لطیفی، با حسن یکرنگی که از شاگردان اقبال آذر بود آشنا شدم و پس از مدتی که به منزل این مرد درویش و وارسته آمد و شد کردم، دوستی و جذبه‌ای عمیق بین ما پیدا شد و این دوستی و برادری طوری گردید که هر زمان که شروع به خواندن می‌کردم بی‌اختیار این شعر صائب تبریزی را می‌خواندم: «در آغاز محبت دست و پا گم کرده‌ام نمی‌دانم کجا خواهد کشید آخر سرانجامم» در خلال این مدت از نوارهای هنرمند آواز ایران سید حسین طاهرزاده بسیار استفاده کردم.»
اولین نوار وی برگ سبز شماره ۲۰۰ بود که در سال ۱۳۴۲ همراه با سه تار احمد عبادی و همخوانی ملوک ضرابی از رادیو و سپس در بازار پخش شد و چندین آواز همراه با سازهای هنرمندانی چون: حسن کسائی، فرهنگ شریف، منصور صارمی، مهندس همایون خرم، امیرناصر افتتاح اجرا کرد.
محمدجواد خردمند دربارهٔ وی می‌نویسد:
«زند وکیلی، پیش از آن که به شهرت و محبوبیت برسد، در سالهای ۱۳۴۶ تا ۱۳۵۱ دوست نزدیک من و منوچهر صدوقی‌سها بود. او در آن ایام، در یک شرکت خصوصی در خیابان امیرکبیر، کارمند حسابداری بود و با برادرش در خانه‌ای در حوالی نارمک می‌زیست. من یکی دو بار در خانه‌اش در نارمک پای آواز و تارش نشسته‌ام. امّا بیشتر او در انجمنهای ادبی (به خصوص در منزل دکتر عدنان مزارعی در تجریش، منزل کمال زین‌الدین در تهرانپارس، کلبهٔ خانم نوشین سعد در خیابان ژاله و امثال آن‌ها) یا در مجالس فقیری و خوانگاه‌ها (مثل خانهٔ جواهری در دروازه شمیران و…) می‌دیدم که غمگنانه آواز می‌خواند و پنجه به سه تار می‌زد. صدای او غمبار و سوزناک بود و با آواز حزین و مغمومش ناله سر می‌داد و در این کار پیرو پدر و برادرش بود که آنان نیز آوازی خوش داشته‌اند.»
آخرین آلبوم او با عنوان «جویای دوست» که اثر حسن یوسف زمانی بود، هیچگاه مجوز پخش نگرفت و نزدیکان وی سنگینی این اندوه را دلیل مرگ زودرس او می‌دانند.
او در سال‌های آخر عمر برنامه‌های خصوصی متعددی با محمد موسوی نوازندهٔ برجسته نی اجرا کرد.

## درگذشت

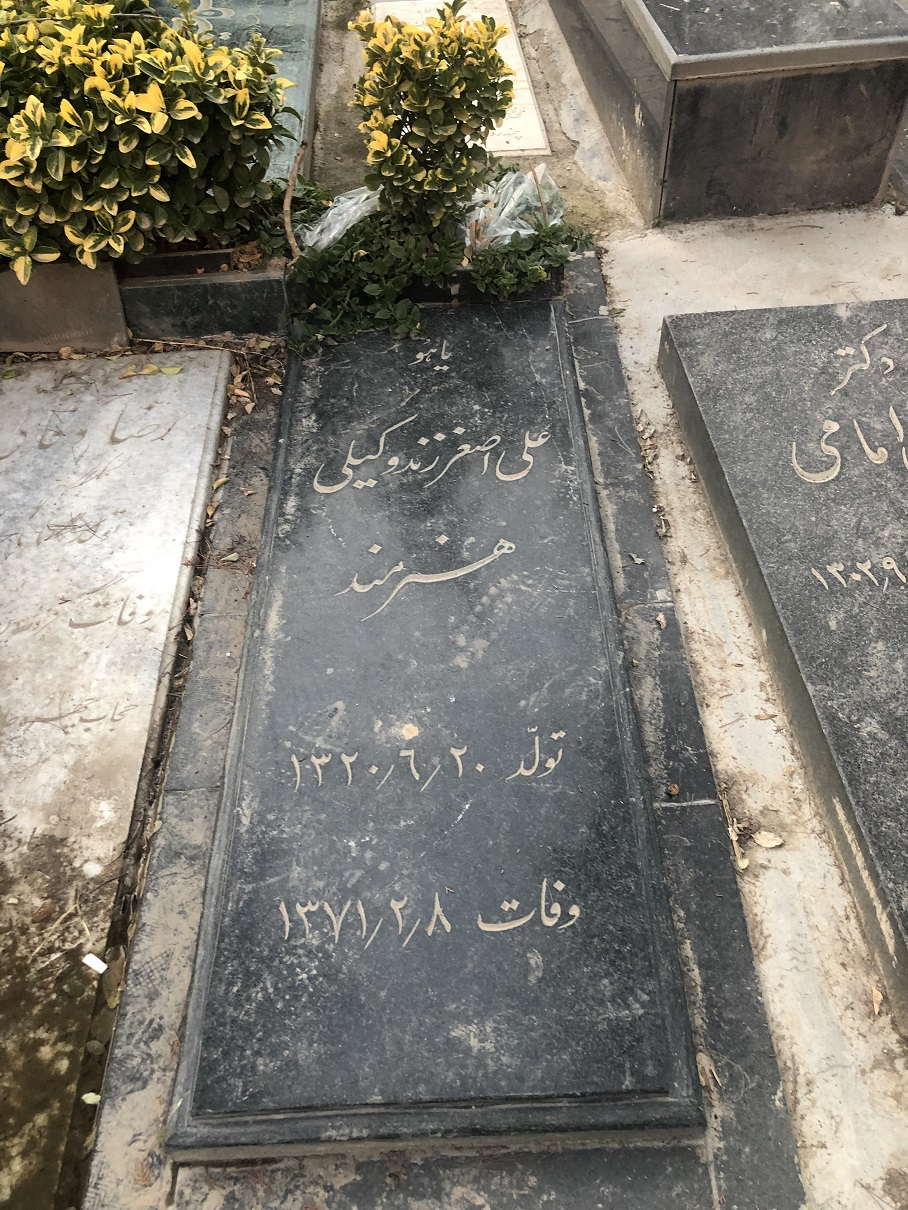
آرامگاه زند وکیل، امامزاده طاهر کرج

زند وکیل بر اثر سکته قلبی در هشتم اردیبهشت ۱۳۷۱ در ۵۰ سالگی درگذشت و در امام‌زاده طاهر کرج به خاک سپرده شد.

## ترانه‌شناسی
- امشب شب مهتابه
- زلف سرکج
- بت چین
- دوستان شرح پریشانی من گوش کنید